# NGC 4181
NGC 4181 é uma galáxia elíptica (E-S0) localizada na direcção da constelação de Ursa Major. Possui uma declinação de +52° 54' 14" e uma ascensão recta de 12 horas, 12 minutos e 48,9 segundos.
A galáxia NGC 4181 foi descoberta em 14 de Abril de 1789 por William Herschel.